# Even if
「even if」（イーブン・イフ）は日本の歌手、平井堅の11枚目のシングル。2000年12月6日にデフスターレコーズから発売された。

## 解説
本作はクリスマスシーズンに合わせて「Millennium Winter Special Edition」と銘打たれ、スリップケース付きで期間限定発売された。オリコン週間シングルランキングでは自身初めて3位を獲得し、期間限定発売にもかかわらず36万枚の累計出荷数を記録した。
表題曲「even if」は、平井堅が自身のライフワークと位置づけるアコースティック形式のコンセプトライブ「Ken's Bar」のテーマソング。1998年の第1回から「バーボンとカシスソーダ」のタイトルで披露されて以来、ファンの間で人気の楽曲。シングル化に際してリアレンジし、タイトルも改めた。なお、45thシングル表題曲「half of me」はこの曲の続編である。
カップリング曲の「GREEN CHRISTMAS」は、J-WAVE CHRISTMAS SONG 2000。ライブ「Ken's Bar」がクリスマスシーズンに行われる時には開幕前に様々なアーティストによるクリスマスソングが流されるが、最後にこの曲が流れ、開店する。

## 収録曲
| 全作詞: 平井堅。 |                     |        |        |        |      |
| #                | タイトル            | 作詞   | 作曲   | 編曲   | 時間 |
| 1.               | 「even if」         | 平井堅 | 平井堅 | 松原憲 | 5:39 |
| 2.               | 「GREEN CHRISTMAS」 | 平井堅 | URU    | URU    | 5:01 |

## カバー
「even if」
- 2012年に清水翔太がカバーアルバム『MELODY』でカバーした[7]。
- 2013年にBREATHEがシングル「Queen B/It's OK!!〜キミがいるから〜/Twinkle」のカップリングでカバーした。
- 2020年に城田優がJ-POPカバーアルバム『Mariage』でカバーした[8]。
- 2020年にJUJUがカバーアルバム『俺のRequest』でカバーした[9]。